# Бобадилья, Франсиско де
Франси́ско Ферна́ндес де Бобади́лья (исп. Francisco Fernández de Bobadilla; род. ? — ум. 11 июля 1502) — испанский дворянин и конкистадор, 2-й губернатор Индий (1499—1502).

## Биография
Франсиско Фернандес де Бобадилья родился между 1445 и 1450 годами в городе Бобадилья, на территориях кастильской короны, в семье дворянина Педро де Бобадилья и Марии Мальдонадо. В 1480 году он был назначен комендадором Ордена Калатравы в Ауньоне, Бернинчесе, Кастельяносе и Эль-Колльядо, что позволяет нам предположить, что он был взрослым человеком с общественным признанием, должность, которой не было бы у молодого человека, поэтому он был бы в возрасте от 30 до 35 лет. В Ауноне поднялось восстание против его политики, так как его жители хотели его убить.
Пользовался расположением испанских монархов Изабеллы и Фердинанда. Его сестра Беатриса де Бобадилья была подругой детства и наперсницой королевы Изабеллы.
В мае 1499 года Фердинанд и Изабелла назначили Франсиско де Бобадилью вторым губернатором Индий (новых испанских владениях в Америке), открытых адмиралом Христофором Колумбом.
В августе 1500 года Франсиско де Бобадилья с отрядом из 500 солдат на двух каравеллах («Года» и «Антигуа») прибыл в Санто-Доминго на острове Эспаньола (Гаити). Бобадилья нашёл Христофора Колумба внутри острова, у Вега Реал (Vega Real), а его брата Бартоломео — у индейцев Харагуа (юго-запад Гаити), где тот вёл переговоры с мятежными поселенцами. По распоряжению нового губернатора Христофор Колумб и его братья Бартоломео и Диего были арестованы и в кандалах отправлены в Испанию.
В сентябре 1501 года испанские монархи отстранили от занимаемой должности Франсиско де Бобадилья из-за его неумелого управления и назначили новым губернатором Николаса де Овандо. В июне того же года с флотом из 30 кораблей Франсиско де Бобадилья, несмотря на предупреждение о возможном урагане, отплыл с Гаити в Испанию. Во время шторма 20 кораблей вместе с экипажами погибли. Среди утонувших находился и сам Франсиско де Бобадилья.
Франсиско был женат на Марии де Пеньялоса и стал отцом Изабель де Бобадилья и Пеньялоса (+ 1531), которая вышла замуж за Педрариас Давила в конце 1485 года или в начале 1486 года, в Алькала-де-Энарес.